# 1409. letka RAF
1409. (meteorologická) letka (anglicky No. 1409 (Meteorological) Flight) RAF byla zformována 1. dubna 1943 k získávání meteorologických informací pro potřebu Bomber Command Royal Air Force a 8. armády USAAF. S vybavením neozbrojenými stroji de Havilland Mosquito její osádky podnikaly dálkové meteorologické průzkumné lety až do konce druhé světové války v Evropě, a letka v této roli existovala až do roku 1946.
Po založení na základně RAF Oakington v souvislosti s rozpuštěním 521. peruti, byla letka součástí 8. skupiny RAF, Pathfinder Force. Její mise, prováděné jednotlivými stroji, nesly kódové označení akronymem PAMPA (Photorecce And Meteorological Photography Aircraft - Letadla fotoprůzkumu a meteorologické fotografie.)
V lednu 1944 se letka přemístila na základnu RAF Wytton, kde zůstala do července 1945, kdy byla přeložena na RAF Upwood. V říjnu 1945 byla přesunuta na základnu RAF Lyneham, podřízena 47. skupině a její výzbroj částečně doplněna Liberatory. Letka byla rozpuštěna v květnu 1946 na základně Lyneham.
Během války 1409. letka provedla 1 364 operačních letů, při ztrátě pouhých tří strojů.

## Základny
- RAF Oakington: 1. dubna 1943 – leden 1944
- RAF Wyton: leden 1944 – 4. července 1945
- RAF Upwood: 4. července 1945 – 10. října 1945
- RAF Lyneham: 10. října 1945 – 13. května 1946